# Onychopterocheilus menzbieri
Onychopterocheilus menzbieri är en stekelart som först beskrevs av Kostylev 1940.  Onychopterocheilus menzbieri ingår i släktet Onychopterocheilus och familjen Eumenidae. Inga underarter finns listade i Catalogue of Life.